# Ignazio Masotti
Pour les articles homonymes, voir Masotti.
Ignazio Masotti (né le 16 janvier 1817 à Forlì et mort le 31 octobre 1888 à Rome) est un cardinal italien de la fin du XIXe siècle. 

## Biographie
Masotti exerce des fonctions au sein de la Curie romaine, notamment comme secrétaire de la Congrégation des évêques. Le pape Léon XIII le crée cardinal lors du consistoire du 10 novembre 1884. Le cardinal Masotti est pro-préfet est préfet de la Congrégation des évêques.

## Source
- Fiche du cardinal Ignazio Masotti sur le site fiu.edu